# Örn (IACC-båt)
Örn (SWE-63) var en svensk IACC-båt som deltog i början av America's Cup 2003 för Victory Challenge-syndikatet. Örn byttes sedan mot Orm (SWE-73).
Örn designades av ett team under German Frers Jr och byggdes i en båtbyggarhall i Göteborgs hamn, där den döptes 27 oktober 2001. Efter flygtransport med en Antonov till Auckland, Nya Zeeland, sjösattes båten 10 december 2001. Örn användes för tvåbåtsträning mot först Cristina (SWE-38), innan Cristina byttes ut mot Orm, och i Louis Vuitton Cup i oktober 2002.
I april–maj 2005 påbörjades modifiering av Örn i enlighet med de nya klassreglerna inför America's Cup 2007. Efter modifieringsarbetet sjösattes Örn i Valencia 4 juni 2005 och användes därefter i Valencia Louis Vuitton. Under 2006 skedde fortsatta modifieringar som ett led i utvecklingsarbetet med att ta fram Victory Challenge nya båt Järv.